# Компас-М4
Компас-М4 (кит. упр. 北斗М4) — китайский навигационный спутник, входит в состав навигационной системы Бэйдоу.

## Конструкция
Спутник собран на платформе Дунфан Хун-3.

## Запуск
Компас-М3 был запущен вместе со спутником Компас-М3. Впервые Китай запустил сразу два спутника на среднюю орбиту. Планируемый срок службы — от 12 до 15 лет.